# Петропавловский мост (Вологодская область)
Петропа́вловский мост — автомобильный мост в Кирилловском районе Вологодской области через реку Шексна. Соединяет деревни Алёшинского сельского поселения, расположенные по обоим берегам реки. Через мост проходит автомобильная дорога, соединяющая города Череповец и Кириллов (через село Воскресенское) и далее выходящая на магистраль А119 Вологда — Медвежьегорск. Мост стал ключевым звеном в транспортном коридоре Вологда-Карелия
Мост является вторым по величине в Вологодской области (после Октябрьского моста в Череповце. Длина пролёта составляет 147 метров.

## История и описание
Строительство моста началось в 1994 году, но было заморожено за неимением средств.
В 2000 году Мостоотряд № 61 совместно с ОАО «Институт Гипростроймост Санкт-Петербург» предложили заказчику строительства перепроектировать пролётное строение моста (первоначально в поперечном сечении пролётное строение представляло собой две коробки с ортотропной плитой проезда, запроектированное «Трансмостом»). По новому варианту конструкция пролетного строения была запроектирована с учётом технологии монтажа, то есть, надвижки без временных опор в русловом пролёте, что позволяло не ухудшать режим судоходства. Родилась смелая идея — надвигаемое пролётное строение в русловом 147-метровом пролёте поддержать вспомогательном аванбеком, смонтированном на берегу.
Строительство возобновилась весной 2002 года. Работы проводились Мостоотрядом № 61.
Мост был открыт 19 октября 2004 года (открытие было приурочено ко дню работников дорожного хозяйства). В марте 2005 года губернатор Позгалёв «для увековечивания имён святых Петра и Павла» присвоил мосту название «Петропавловский». Однако иногда мост именуют также Иваноборским, по названию близлежащей деревни Иванов Бор.